# Икорная дипломатия

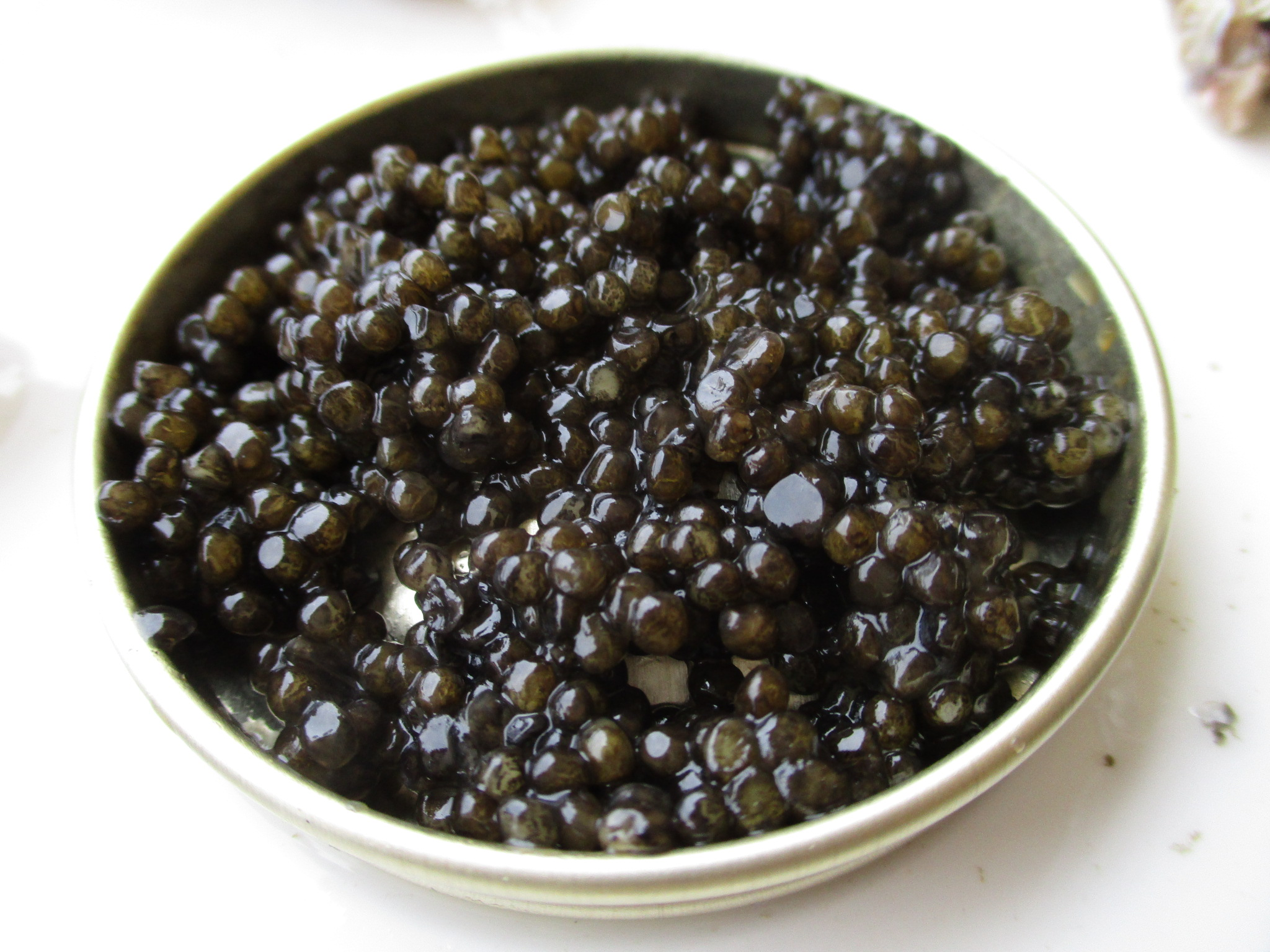
Чёрная икра — традиционный подарок «друзьям» Азербайджана

Икорная дипломатия (азерб. Kürü diplomatiyası, англ. Caviar diplomacy) — проводимая на государственном уровне политика Азербайджана по стратегическому лоббированию собственных интересов путём скрытого и прямого подкупа иностранных политиков и сотрудников международных организаций. Часто сопровождается дорогостоящими приглашениями их в Азербайджан за счёт принимающей стороны, преподнесением ценных подарков, завуалированных под «дань восточной традиции».

## Терминология
Впервые термин упомянут в исследовании 2012 года «Икорная дипломатия: Как Азербайджан добился молчания Совета Европы» организации «Европейская инициатива стабильности» (ЕИС), которая отмечает, что термин «икорная дипломатия» используется в неофициальных беседах азербайджанских чиновников при описании щедрых подарков зарубежным политикам.

## Расследование «Европейской инициативы стабильности»
По данным источников «Европейской инициативы стабильности», у Азербайджана в ПАСЕ есть группа из 10—12 друзей и 3—4 человек в секретариате, которые четыре раза в год получают в качестве подарка не менее полукилограмма чёрной икры (стоимость на рынке более 1300 евро за килограмм). Многие депутаты приглашаются в Баку, получая в процессе визита дорогие подарки: ковры, изделия из золота и серебра, напитки. Обычным подарком в Баку является 2 кг чёрной икры. Согласно ЕИС, за пределами ПАСЕ нет сомнений о положении демократии в Азербайджане, которое характеризуется как полуавторитарное даже самыми большими поклонниками. Тем не менее, несмотря на то, что на выборах в 2010 году в парламент Азербайджана не прошла ни одна оппозиционная партия, глава миссии ПАСЕ заявил, что выборы соответствовали международным стандартам. По мнению ЕИС это может объясняться только «икорной дипломатией».
ЕИС в своём докладе приводит пример обсуждений в ПАСЕ, когда несмотря на очевидный регресс с правами человека в Азербайджане, отсутствие свободных выборов и критику со стороны международных правозащитных организаций, Азербайджан был публично поддержан часто бывающими там британским либерал-демократом Майклом Хенкоком и бывшим министром иностранных дел Эстонии Кристиной Оюланд, заявившими об отсутствии серьёзных проблем в Азербайджане. В число «друзей Азербайджана» ЕИС включает также бельгийца Поля Вилле, Эдуарда Линтнера из Баварии, Мевлюта Чавушоглу из Турции, Роберта Волтера из Британии, ряд российских представителей.
Во время президентских выборов 2008 года наблюдатели от ПАСЕ включали большую группу откровенно проазербайджанских депутатов. Вариант заявления о выборах, подготовленный главой группы наблюдателей Андреасом Херкелем, содержащий критические замечания, столкнулся с неприятием проазербайджанской группы в составе Майкла Хенкока, Эдуарда Линтнера и Поля Вилле. Херкель был вынужден заявить об отставке, если критика не войдёт в заявление. Во время референдума, снявшего ограничения на количество сроков для Ильхама Алиева, четверо депутатов ПАСЕ, Эдуард Литнер, Поль Вилле, Хаки Кескин и Педро Аграмунт оценили референдум как прогресс демократии.
На парламентских выборах 2010 года кроме представителей ПАСЕ присутствовали также наблюдатели от Бюро по демократическим институтам и правам человека ОБСЕ (БДИПЧ), имеющий большой опыт таких наблюдений, которые обнаружили многочисленные нарушения процедуры, исключающие возможность выбора. Во время встреч европейских наблюдателей, на которых присутствовали и представители ПАСЕ в лице Поля Вилле и поляка Тадеуша Ивиньски, глава наблюдателей БДИПЧ, Одри Гловер из Великобритании, отмечала многочисленные нарушения, которые не оспаривались представителями ПАСЕ. Тем не менее, представленный Полем Вилле предварительный результат мониторинга ПАСЕ отмечал соответствие подготовки к выборам международным стандартам, а также прозрачную и эффективную работу организаторов. Во время выборов наблюдатели БДИПЧ зафиксировали множественные нарушения и беспрецедентные вбросы бюллетеней. К закрытию избирательных участков выборы оценивались БДИПЧ как, вероятно, самые мошеннические, которые они мониторили. Однако, выступая по азербайджанскому телевидению, Поль Вилле заявил, что выборы прошли демократично, и что ему неизвестно о каких-либо нарушениях. БДИПЧ, в свою очередь, подвергла выборы резкой критике. На вопрос получали ли взятки наблюдатели, Гловер ответила, что лично она не получала. После возвращения из Баку представитель группы ПАСЕ Вольфганг Гросрук обвинил Одри Гловер в «неблагонадёжности», непрофессионализме и в том, что она не высказалась в защиту представителей ПАСЕ, когда задавались вопросы о взятках. Опубликованный в январе 2011 года доклад БДИПЧ содержал крайне критические оценки выборов 2010 года.
Расследования ЕИС получило резонанс в российских и международных СМИ: EU Observer, Politiken Danmark, DK Danmark, Radio Sarajevo, BBC, Der Tagesspiegel, Africa Intelligence, Neue Zürcher Zeitung, The Guardian и др..

## Президентские выборы 2013 года
9 октября 2013 года в Азербайджане Ильхам Алиев в третий раз был избран президентом. Наблюдатели от БДИПЧ/ОБСЕ во главе с Таной де Зулуэта заявили об ограничениях свободы слова на выборах, в то время как представители Европарламента во главе с Пино Арлакки — о свободных и честных выборах. Европарламент и ПАСЕ выпустили совместное заявление, в котором высоко оценили выборы. Также о честных выборах заявила группа наблюдателей от Палаты представителей США.
Различные оценки выборов привели к скандалу. 11 октября в своём выступлении представитель Евросоюза Катрин Эштон и еврокомиссар Штефан Фюле проигнорировали оценку Европарламента, включив в своё заявление итоги БДИПЧ. Комиссия по внешним сношениям ЕС обсудила доклад Арлакки. Во время обсуждения представители «зелёных» осудили доклад и заявили, что он дискредитирует Европарламент. Глава фракции социалистов в ЕС заявил, что доклад ПАСЕ вообще нельзя считать достоверным. Позже выяснилось, что ряд представителей ЕС поехали в Азербайджан не с официальным визитом и на деньги азербайджанских организаций, что было расценено «European Voice» как «глупость или коррупция». Практику подобных поездок «European Voice» назвала «электоральным туризмом».
Госдеп США также не поддержал наблюдателей от Палаты представителей, охарактеризовав выборы как не соответствующие международным стандартам и заявив о солидарности с оценкой БДИПЧ.

## Поворотный момент
В 2015 году, во время обсуждения резолюции по политическим заключённым в Европарламенте, текст, написанный проазербайджанскими докладчиками, изначально почти не содержал критики, однако в итоге была принята резолюция, требующая от Азербайджана прекратить репрессии против правозащитников, пересмотреть закон о неправительственных организациях, не оказывать давление на журналистов и прозвучала угроза применения санкций. По мнению немецкого депутата Франка Шваба, это стало поворотным моментом для «икорной дипломатии» Азербайджана.
10 сентября 2015 года Европарламент принял резолюцию, в которой Азербайджан осуждался за «беспрецедентные репрессии». Также резолюция содержала призыв к европейским властям провести тщательное расследование обвинений в коррупции в отношении президента Алиева и членов его семьи и рассмотреть вопрос введения адресных санкций против официальных лиц, имеющих отношение к преследованиям.

## Расследование итальянской прокуратурой и в ПАСЕ
В июне 2016 года бывшему руководителю фракции Европейской народной партии в Парламентской ассамблее Совета Европы Луке Волонте прокуратура Милана предъявила обвинения в коррупции и отмывании средств, полученных преступным путём. По данным прокуратуры, Волонте получил 2,39 миллиона евро за поддержку азербайджанских чиновников. Адвокаты Волонте назвали эти обвинения абсолютно беспочвенными. Согласно второму докладу ESI «Caviar Diplomacy Part 2», опубликованному в декабре 2016 года, Волонте согласился сотрудничать со следствием и назвал имена многих европейских политиков, которые небескорыстно лоббировали интересы властей Азербайджана. На допросах Волонте подтвердил получение 2,39 млн евро за лоббистскую деятельность в пользу Азербайджана. По данным ESI, деньги пошли на подкуп итальянских и других парламентариев, которые голосовали против резолюций и докладов ПАСЕ, осуждающих нарушения прав человека в Азербайджане. В показанном по итальянскому телевидению документальном фильме Волонте также подтвердил получение 2,39 млн евро, утверждая, что это деньги получены от члена азербайджанской делегации в ПАСЕ Эльхана Сулейманова за консультации по сельскому хозяйству. Платежи Волонте шли через четыре британские компании, которые, как отмечает «The Guardian», не вели никаких операций в Британии и, вероятно, являются подставными.
Миланская прокуратура обвинила Волонте по двум эпизодам: отмывание денег и получение взятки. Суд Милана, рассмотрев второе обвинение, признал наличие у Волонте иммунитета по этому эпизоду, так как, согласно итальянской конституции, депутат не может быть привлечён к ответственности за свою профессиональную деятельность. Позже, Верховный суд Италии отменил это решение и вернул дело в Миланский суд, сославшись на то, что статья Конституции говорит об исполнении обязанностей депутата, а не об использовании им этой должности в целях личного обогащения.
Экс-посол Азербайджана в Евросоюзе Ариф Мамедов рассказал «The Guardian», что представителем азербайджанской делегации в Совете Европы потратил около 30 миллионов евро на услуги лоббистов: «Все члены азербайджанской делегации знали об этой цифре, хотя она никогда нигде не фигурировала. Говорили, что деньги предназначены для подкупа членов других делегаций и ПАСЕ в целом». Ряд депутатов ПАСЕ заявили, что им известно о предложениях по подкупу евродепутатов.
В качестве «куратора» Волонте и других евродепутатов называется представитель Азербайджана в ПАСЕ Эльхан Сулейманов. Европейская пресса приводит примеры, как Волонте отзывал свои запросы в ПАСЕ, информируя Селейманова «каждое твоё слово для меня, как приказ». Через компанию, от которой Волонте шли платежи, в общей сложности проведено около миллиарда евро. Попытки армянских евродепутатов поднять вопрос о коррупции в ПАСЕ натолкнулись на противодействие председателя ПАСЕ Педро Аграмунта, ещё одного фигуранта расследования по «икорной дипломатии», который лишил их голоса и препятствовал расследованию. Der Tagesspiegel квалифицирует это расследование, как «самый крупный скандал в истории Европы». После публикаций в СМИ Торбьёрн Ягланд, генеральный секретарь СЕ, призвал Аграмунта лично обеспечить независимый внешний следственный орган без каких-либо дальнейших проволочек. Предложения чиновника СЕ Войцеха Савицкого, в котором излагаются условия для независимого расследования, были отклонены Аграмунтом и лидерами пяти политических групп. Однако после поездки Аграмунта в Сирию Бюро ПАСЕ выразило ему вотум недоверия и фактически отстранило от реальной власти, после чего в апреле 2017 года Европарламент сформировал комиссию для расследования предполагаемых фактов коррупции. Отчет комиссии был опубликован в апреле 2018 года. В ходе нескольких последующих слушаний по отчету (25 апреля 2018 года, 15 мая 2018 года и 27 июня 2018 года) 4 члена ПАСЕ были лишены определенных прав, а 14 членов, обвинённых в получении подарков и взяток от правительства Азербайджана в 2013 году, были пожизненно исключены из Ассамблеи и eё помещений.
11 января 2021 года миланский суд приговорил Волонте к 4 годам заключения за взятку от представителей Азербайджана, за которую он обязался добиться отклонения отчета ПАСЕ о политзаключенных в Азербайджане.

## Расследование в Германии
В марте 2019 года, депутат бундестага от правящей партии Христианско-демократического союза Карин Штренц (Karin Strenz) была оштрафована за то, что не уведомила бундестаг о дополнительном заработке из Азербайджана. Ранее она упоминалась в списке под названием «Икорная дипломатия» о лоббистской деятельности Азербайджана, который спровоцировал коррупционный скандал в Совете Европы. 30 января 2021 года, бундестаг лишил депутатской неприкосновенности Карин Штренц, которую обвинили в получении взятки в размере не менее 22 тысяч евро для лоббирования интересов Азербайджана в Парламентской ассамблее Совета Европы (ПАСЕ). Вместе с ней по делу проходит экс-депутат бундестага от Христианско-социального союза (ХСС), бывший парламентский статс-секретарь при министре внутренних дел Эдуард Линтнер (Eduard Lintner). По данным прокуратуры, Линтнер через подставные британские фирмы с 2008 по 2016 годы получил из Азербайджана около 4 миллионов евро. Значительную часть этих денег за вычетом своего вознаграждения он перенаправил отдельным членам ПАСЕ, которые должны были позитивно отзываться о выборах в Азербайджане и выступать против требований об освобождении политических заключенных в этой стране. 4 марта 2021 года немецкий бундестаг лишил депутатской неприкосновенности Акселя Фишера (Axel Fischer), который получал деньги от Азербайджана за лоббирование его интересов в ПАСЕ.

## Мальта
В апреле 2017 года в мальтийской прессе были опубликованы документы, согласно которым высшие политики Мальты и жена премьер-министра Джозефа Муската получали миллионы долларов от банка, контролируемого дочерью Ильхама Алиева, Лейлой. Согласно журналистскому расследованию, Джозеф Мускат совершил в 2015 году поездку в Баку, по результатам которой призвал Европу дать объективную оценку положительным процессам в Азербайджане.

## США
В начале мая 2024 года началось расследование в отношении конгрессмена Генри Куэльяра (Henry Cuellar) и его жены. Федеральные прокуроры утверждали что конгрессмен в обмен на взятки пытался повлиять на политику США в отношении интересов Азербайджана. Так в 2013 году Куэльяр и его жена посетили Азербайджан, где они присутствовали на брифингах высокопоставленных азербайджанских политиков и ужине с руководителями государственной нефтяной компании. Там же Куэльяр был завербован азербайджанскими чиновниками, которые начали направлять платежи паре подставных консалтинговых фирм, созданных женой конгрессмена (IRC Business Solutions и Global Gold Group). Как отмечают прокуроры, действуя по указанию азербайджанцев, Куэльяр оказывал давление на администрацию Обамы, чтобы та заняла более жесткую позицию в отношении Армении. Конгрессмен также пытался включить благоприятные для Азербайджана формулировки в законодательные акты и в различные отчеты комитетов. Кроме этого Куэльяр заставлял членов своего аппарата призывать Государственный департамент продлить паспорт дочери посла Сулейманова.
Как отмечает «The New York Times», после того как летом 2020 года на армяно-азербайджанской границе обострилась ситуация, с одной стороны активизировалась куча азербайджанских дорогостоящих вашингтонских лоббистов, которые попытались возложить вину за эскалацию на Армению и подчеркнуть ее связи с Россией. С другой стороны, согласно текстам опубликованным американскими федеральными прокурорами, у Азербайджана был еще свой человек в американском конгрессе, который действовал параллельно лоббистам и преследовал те же цели, но при этом тесно сотрудничал с послом Азербайджана в Вашингтоне. Отмечается что Генри Куэльяр планировал совершить законодательный маневр, целью которого была попытка лишить Армению финансирования, из-за расположенной там российской военной базы. Конгрессмен вел непрерывную переписку по этому поводу с послом Азербайджана в США Элин Сулеймановым. Так последний в связи с действиями Куэльяра отправил тому сообщение: «Ваша поправка сейчас уместна как никогда», а позже добавил «Все дело в российском присутствии там» (имеется ввиду в Армении)
1 сентября 2017 года азербайджанский дипломат отправил Куэльяру текстовое сообщение со скриншотом поправки об ассигнованиях, согласно которой 1,5 миллиона долларов будут выделены на разминирование в Нагорном Карабахе. Эта инициатива, была тепло встречена Арменией, но против нее выступил Азербайджан. Генри Куэльяр в ответном сообщении написал «Вижу. Уже работаем над этим», на что азербайджанский дипломат написал «Спасибо, босс»
В обвинительном заключении утверждается, что фирмы созданные Имельдой Куэльяр заключили фиктивные контракты с банком и правительством Азербайджана и «практически не выполняли работу за которую были получены выплаты». Вместо этого «за взятку Анри Куэльяр согласился совершать в пользу Азербайджана действия нарушающие его служебные обязанности, а также быть и действовать в качестве агента правительства Азербайджана».
Генри и Имельде Куэльяр было предъявлено 14 обвинений, включая отмывание денег, сговор с целью подкупа федерального чиновника, мошенничество с использованием электронных средств и многое другое. В обвинительном заключении им также предъявлено обвинение в том, что они действовали в качестве иностранных агентов без надлежащей регистрации в правительстве США.